# Gerdesius
Gerdesius is een geslacht van hooiwagens uit de familie Gonyleptidae.
De wetenschappelijke naam Gerdesius is voor het eerst geldig gepubliceerd door Roewer in 1952. 

## Soorten
Gerdesius is monotypisch en omvat slechts de volgende soort:
- Gerdesius peruvianus